# Jack Dempsey

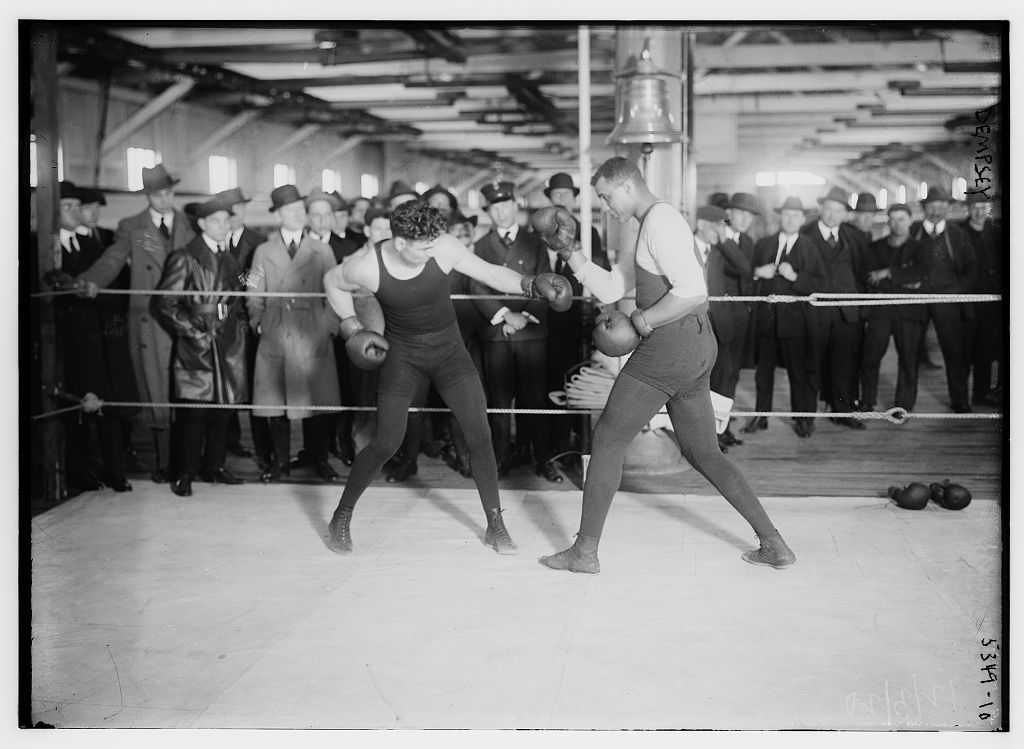
Jack Dempsey en el ring.

William Harrison "Jack" Dempsey (Manassa, Colorado, 24 de junio de 1895 - Nueva York, 31 de mayo de 1983) fue un boxeador estadounidense, campeón mundial de los pesos pesados entre 1919 y 1926. De los 84 combates disputados a lo largo de su carrera, venció en 66 (51 por "nocaut"), perdió 6, y empató 11. La International Boxing Research Organization (IBRO) lo ha clasificado entre los 10 mejores pesos pesados de la historia.Muchos de sus combates batieron récords financieros y de asistencia, incluido el primer gate de un millón de dólares. Fue pionero en la retransmisión en directo de acontecimientos deportivos en general y de combates de boxeo en particular.
Dempsey ocupa el décimo lugar en la lista de The Ring de pesos pesados de todos los tiempos y el séptimo entre sus 100 mejores pegadores, mientras que en 1950 la Associated Press le votó como el mejor boxeador de los últimos 50 años. Es miembro del Salón Internacional de la Fama del Boxeo, y estuvo en el anterior Salón de la Fama de la revista The Ring.

## Primeros años y antecedentes familiares
Nacido como William Harrison Dempsey en Manassa, Colorado, en 1895, creció en Colorado y Virginia Occidental, hijo de Mary Celia (de soltera Smoot) y de Hiram Dempsey, tenía parte de ascendencia irlandesa y también afirmaba ser parcialmente cheroqui.
William A. Dempsey, del condado de Logan, Virginia Occidental, identificó a su hijo John Dempsey, Jr. de Mud Fork of Island Creek como albacea de su última voluntad y testamento fechado el 1 de mayo de 1875. Tras el pago de sus deudas y gastos funerarios, ordenó que su esposa Mahulda recibiera el resto de sus bienes personales y que sus seis hijos recibieran una parte igual de sus bienes inmuebles. Su última voluntad y testamento, del que fueron testigos Estella, John e Hiram Dempsey, se presentó ante el secretario del condado de Logan el 10 de agosto de 1875.
Hiram y Celia Dempsey, padres de Jack, abandonaron Virginia Occidental en 1887. Un periódico se refirió a ellos como "trabajadores activos" de la Iglesia de Jesucristo de los Santos de los Últimos Días. Dempsey fue bautizado en la Iglesia de Jesucristo de los Santos de los Últimos Días, en 1903, después de cumplir ocho años, la "edad de rendición de cuentas", según la doctrina de esa Iglesia.
Hiram Dempsey y su familia regresaron al condado de Logan cuando Jack era pequeño, donde se crio hasta poco antes de comenzar su carrera como boxeador. Según el Logan Banner: "Cuando era un niño regresaron al condado de Logan. Jack permaneció aquí hasta su juventud, habiendo sido empleado de la Gay Coal and Coke Company hasta 1913, y luego se fue solo al oeste en busca de fortuna pugilística. En enero de 1924, el Banner informaba sobre el viaje de Dempsey de Nueva York a Florida, afirmando que "solía llamar a Logan su hogar" En agosto de 1926, el Banner informaba sobre cómo el boxeador local Bear Cat Clemons se enfrentaba a Dempsey en dos asaltos al día en Saratoga Lake, Nueva York, y comentaba: "Cuando Dempsey y Clemons se enfrentan en el ring, es el condado de Logan contra el condado de Logan"
The Banner, en un pequeño artículo de septiembre de 1926, proporcionó más historia sobre las raíces del condado de Logan de Dempsey: "La familia Dempsey en un tiempo vivió en Mud Fork y en otro período cerca de la línea Logan-Mingo. Muchos parientes viven en los dos condados; y tanto ellos como sus antiguos amigos se han enorgullecido de sus proezas y éxitos. De niño, Jack y O.D. Avis, editor de deportes de The Banner, solían colocar bolos en una bolera en la esquina de la calle Main que ahora ocupa el garaje de Logan" En junio de 1927, el ex sheriff del condado de Logan Don Chafin viajó a Nueva York para ver el combate Dempsey-Sharkey. El Logan Banner informó: "El Sr. Chafin ha asistido a todos los combates en los que ha participado Dempsey desde que ganó el campeonato del mundo en Toledo. Han sido amigos íntimos desde que Dempsey era un niño y una figura familiar por Logan"
Celia Dempsey, madre de Jack y por aquel entonces residente en Utah, visitó Huntington y Logan en septiembre de 1927. Dijo el Logan Banner: "Entrevistada en Huntington, la Sra. Dempsey habló de su deseo de volver a visitar escenas de su niñez y preguntó por viejos amigos. Habló del tío Dyke Garrett y quedó gratamente sorprendida al saber que aún vivía. El tío Dyke leyó la entrevista y, a pesar de la proximidad de su 86 cumpleaños, volvió de su casa en Chapmanville para dar la bienvenida a la señora Dempsey. Este viejo y querido pastor montañés nunca conoció a Jack Dempsey, pero recuerda a la madre de Jack cuando era niña, su nombre de soltera era Cecilia Smoot. Era hija de Charles Smoot, que llegó a Logan desde el condado de Boone, y que vivió y murió en Island Creek. Tras la muerte de éste, la Sra. Smoot (abuela de Jack Dempsey) se casó con Simpson Ellis, que falleció hace pocos años, después de desempeñar un largo cargo en el tribunal del condado. Scott Justice, que divide su tiempo entre Huntington y Logan, fue uno de los que saludaron ayer a la señora Dempsey en el hotel Huntington. Recuerda el matrimonio de Hiram Dempsey y Cecilia Smoot, y también recuerda que el terreno en el que ahora se levanta la ciudad de Holden fue vendido por Hiram Dempsey al padre del Sr. Justice cuando la familia decidió emigrar hacia el oeste. Según el Sr. Justice, la extensión de 200 acres cambió de manos por un precio de 600 dólares. El "tío" Enoch Baker fue otro de los que acudió a saludar a la madre del aspirante. El señor Baker se dedicaba a los negocios en el condado de Logan cuando los Dempsey vivían aquí, y conocía bien a la familia. Durante su estancia en Logan, la señora Dempsey visitará a sus hermanastros, Don Ellis, de Stratton Street, y Joseph y John B. Ellis, de Island Creek, entre otros".
La Sra. Dempsey pasó seis días en Logan, alojándose en el Hotel Aracoma. Su partida dio lugar a una historia adicional: "Cuando llegaron a Sharples, la Sra. Dempsey echaba de menos una sombrerera que contenía un reloj de 3.500 dólares, regalo de su famoso hijo, y dos valiosos anillos. Regresaron inmediatamente a Logan y, tras una angustiosa búsqueda, encontraron la caja perdida con su contenido intacto junto a los apartamentos Washington. Evidentemente había caído a la calle y algún transeúnte la había colocado contra el edificio, presumiblemente sin conocimiento ni curiosidad por la naturaleza de su contenido. Aunque la Sra. Dempsey parecía haber disfrutado de su visita a Virginia Occidental y expresó su esperanza de poder volver el año que viene para una estancia más larga, dijo que no le gustaría volver a vivir aquí debido a la diferencia de clima. Sin embargo, la gente es más sociable aquí, añadió, y son mucho más amables nada más conocerse".

### Kid Blackie
Como su padre tenía dificultades para encontrar trabajo, la familia viajaba a menudo y Dempsey abandonó la escuela primaria para trabajar y se marchó de casa a los 16 años. Debido a su falta de dinero, a menudo viajaba en vagones de carga sin pagar y dormía en campamentos de vagabundos. Desesperado por conseguir dinero, Dempsey visitaba de vez en cuando los salones y desafiaba a pelear, diciendo: "No sé cantar ni bailar, pero puedo lamer a cualquier hijo de perra de la casa". Si alguien aceptaba el reto, se hacían apuestas. Según la autobiografía de Dempsey, rara vez perdía estas peleas de bar. Durante un breve periodo de tiempo, Dempsey fue guardaespaldas a tiempo parcial de Thomas F. Kearns, presidente de The Salt Lake Tribune e hijo del senador estadounidense por Utah Thomas Kearns.
Dempsey peleaba a menudo bajo el seudónimo de "Kid Blackie", aunque durante su etapa en la zona de Salt Lake City, se hacía llamar "Young Dempsey". Gran parte de los comienzos de su carrera no se recogen, y así consta, en The Ring Record Book recopilado por Nat Fleischer.

### Jack Dempsey
Compitió por primera vez como "Jack Dempsey" (según sus propios recuerdos) en otoño de 1914, en Cripple Creek, Colorado. Su hermano, Bernie, que a menudo peleaba bajo el seudónimo de "Jack Dempsey" -una práctica común en la época, por la admiración de los boxeadores hacia el boxeador de peso medio y antiguo campeón, Jack "Nonpareil" Dempsey- había firmado para luchar contra el veterano George Copelin. Al enterarse de que Copelin había hecho de sparring con el entonces actual campeón mundial de los pesos pesados Jack Johnson, y dado que Bernie Dempsey se acercaba a los 40 años, decidió estratégicamente retirarse del combate.  Sustituyó a su hermano, aún desconocido en el este de Colorado, como "Jack Dempsey". Los aficionados presentes en el cuadrilátero supieron de inmediato que no era el hombre que habían pagado por véase.
El promotor se enfadó violentamente y "se abalanzó sobre nosotros, con las manos desnudas", amenazando con detener el combate. El propio Copelin, que pesaba 20 libras más que Dempsey (165 contra 145) al ver la pequeña estatura de Dempsey en el ring, advirtió al promotor: "Podría matar a ese flacucho". El promotor permitió a regañadientes que comenzara el combate, y en su primera salida como "Jack Dempsey", el futuro campeón derribó a Copelin seis veces en el primer asalto y dos en el segundo. A partir de ahí, fue una batalla de desgaste ("Ni Bernie ni yo habíamos tenido en cuenta la gran altitud de Cripple Creek"), hasta que un último derribo de Copelin en el séptimo, movió al árbitro a tomar la entonces inusual medida de detener el combate una vez que Copelin recuperó el equilibrio. Según Dempsey, "en aquella época no se paraban los combates en los pueblos mineros mientras uno de los dos pudiera moverse".  Esta prueba de fuego conllevaba una bolsa de 100 dólares. El promotor, enfadado por el cambio realizado por los hermanos, no había prometido apuestas paralelas, "... y aunque lo hiciera, no os daría nada."
Tras el cambio de nombre, Dempsey ganó seis combates seguidos por nocaut antes de perder por descalificación en cuatro asaltos contra Jack Downey. Durante esta primera parte de su carrera, Dempsey hizo campaña en Utah, participando con frecuencia en combates en ciudades de la región de la Cordillera Wasatch. Tras su derrota contra Downey, ganó por nocaut y dos empates contra Johnny Sudenberg en Nevada. Tres victorias más y un empate le siguieron cuando se enfrentó de nuevo a Downey, esta vez en un empate a cuatro asaltos. Tras estas victorias, Dempsey acumuló 10 victorias más que incluyeron combates contra Sudenberg y Downey, noqueando a Downey en dos asaltos. Estas victorias fueron seguidas de tres combates sin decisión, aunque en ese momento de la historia del boxeo, el uso de jueces para puntuar una pelea estaba a menudo prohibido, por lo que si una pelea llegaba a la distancia, se llamaba empate o sin decisión, dependiendo del estado o condado donde se celebrara la pelea.
Después de que Estados Unidos entrara en la Primera Guerra Mundial en 1917, Dempsey trabajó en un astillero y siguió boxeando. Posteriormente, algunos aficionados al boxeo le acusaron de ser un slacker por no alistarse. Esto siguió siendo una mancha en su reputación hasta 1920, cuando se presentaron pruebas que demostraban que se había inscrito en el Ejército de los EE. UU., pero que había sido eximido debido a las dificultades (tener una esposa dependiente). Tras la guerra, Dempsey pasó dos años en Salt Lake City, "vagabundeando", como él decía, antes de volver al ring.

## Carrera como boxeador y retiro
El 4 de julio de 1919 se coronó campeón del mundo de los pesos pesados, tras vencer al estadounidense Jess Willard. Aunque Willard era favorito Dempsey lo derribó 7 veces en el primer asalto y logró el triunfo definitivo en el tercero. A partir de esta victoria, Dempsey obtuvo mucha fama, pisó poco el ring durante unos años y se introdujo en el mundo del cine, actuando en varias películas.
Entre sus defensas de la corona destacan los combates que mantuvo en 1921 con el francés Georges Carpentier; y el 14 de septiembre de 1923 con el argentino Luis Ángel Firpo, que en el primer asalto lo noqueó y lo envió fuera del ring durante 15 segundos. Fue en la llamada pelea del siglo por el título mundial de peso completo. Dempsey terminó venciendo a Firpo, pero después de que Firpo lo hubiera noqueado y de que el árbitro y el público ayudaran a Dempsey a levantarse. Técnicamente Firpo había ganado la pelea y Dempsey debió haber sido descalificado. Pero el combate siguió y finalmente, Dempsey le ganó a Firpo.
En 1926 Dempsey perdió de forma sorpresiva el título frente al estadounidense Gene Tunney. En la revancha celebrada un año después, Dempsey perdió de nuevo frente a Tunney por puntos. Durante este famoso combate, conocido como el de la "cuenta larga", Dempsey ignoró la regla que obliga al púgil a volver a una esquina neutral durante la cuenta tras una caída del adversario. Con Tunney caído y fuera de combate en la lona, el árbitro detuvo la cuenta durante varios segundos hasta que Dempsey volvió a un rincón neutral. Los espectadores del ring protestaron esos segundos extras que permitieron a Tunney recuperarse y derrotar a Dempsey. Los defensores de Dempsey alegaron que el árbitro había ignorado esa misma regla cuando más tarde Tunney derribó a Dempsey, iniciando la cuenta sin Tunney en la esquina neutral. Tras esta derrota, dejó el boxeo. 
Dempsey se retiró del boxeo después de la revancha de Tunney, pero continuó haciendo combates de exhibición con más de cien combates solo entre 1930 y 1931. Tras jubilarse, Dempsey se hizo conocido como filántropo. En junio de 1932, patrocinó el evento de caballos "Ride of Champions" en Reno, Nevada, y el "Trofeo Dempsey" fue para el legendario jinete bronco Pete Knight. En 1933, Metro-Goldwyn-Mayer se acercó a Dempsey para interpretar a un boxeador en la película The Prizefighter and the Lady, dirigida por W. S. Van Dyke y coprotagonizada por Myrna Loy. Dempsey se interpretó a sí mismo en el papel de árbitro de la pelea culminante entre Max Baer (interpretando el papel de Steve Morgan) y Primo Carnera (interpretándose a sí mismo), una batalla ficticia que presagiaba su pelea por el campeonato real sólo un año después. Fue socio del Hotel Playa Ensenada, en Baja California, México  (hoy Centro Cultural y de Convenciones Riviera del Pacífico) inaugurado en 1930, el cual además de hotel contó con casino durante la época de la prohibición.
Falleció el 31 de mayo de 1983, a los 87 años.

## Nota
1. ↑  Según Draft Card.«World War I Draft Cards: Jack Dempsey». Archivos Nacionales de los Estados Unidos en Atlanta. 15 de agosto de 2016. Consultado el 30 de julio de 2021.